# Sinn Féin (1905-1970)
Pour les articles homonymes, voir Sinn Féin (homonymie).
Le Sinn Féin (français : « Nous-mêmes ») est un ancien parti politique nationaliste puis républicain irlandais, actif en Irlande du Nord et dans l'État d'Irlande.

## Histoire

### Premiers temps (avant 1916)

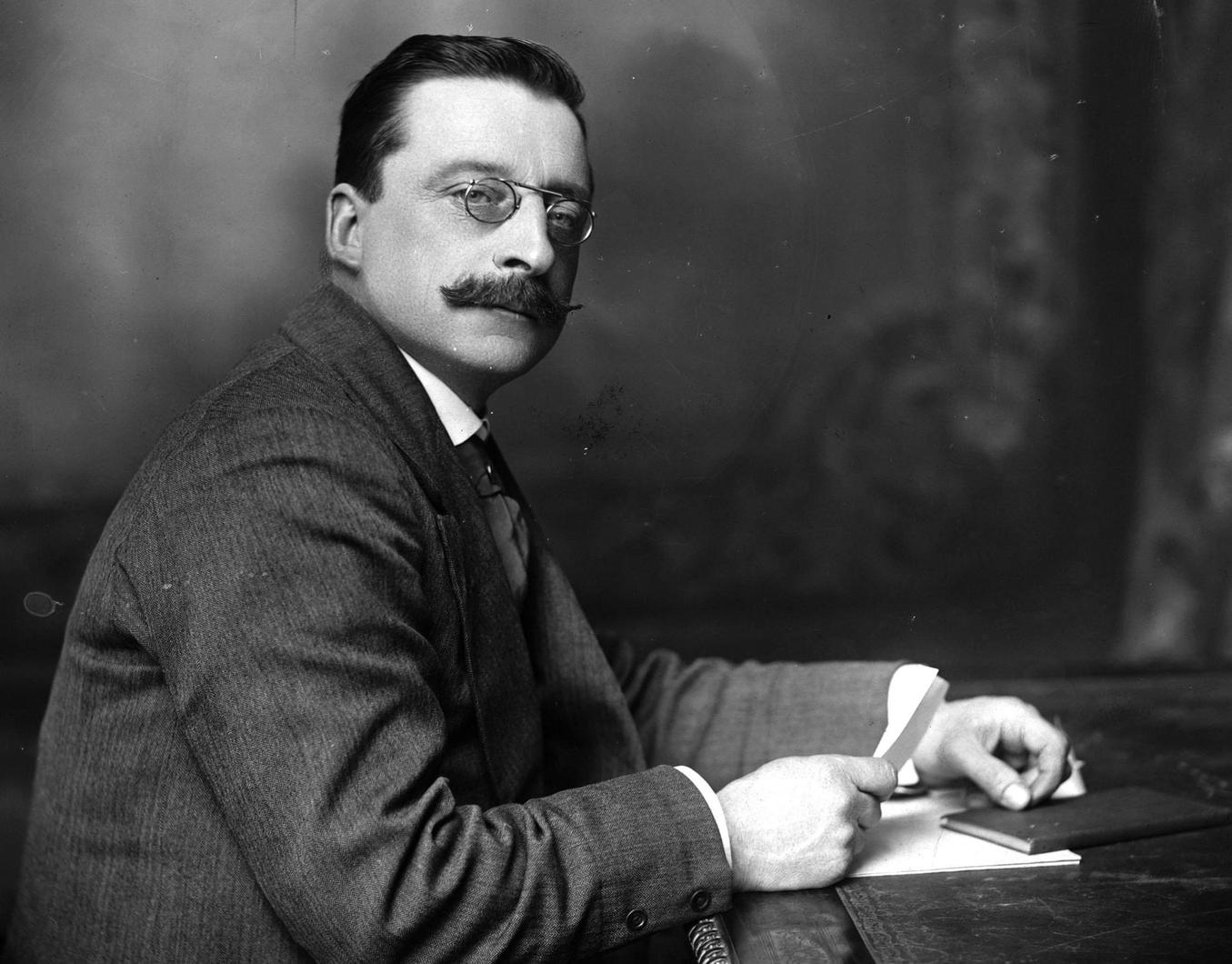
Arthur Griffith, fondateur (1905) et troisième dirigeant (1908–1917).

Les origines du terme Sinn Féin, selon la publication du parti Sinn Féin: A Century of Struggle, publiée à l'occasion de son centenaire, remontent au Conradh na Gaeilge journal An Claidheamh Soluis. Un article à la une intitulé « Sinn Féin, Sinn Féin » paraît le 27 avril 1901, et par la suite sous le titre « Sinn Féin agus ár gCairde » (« Nous et nos amis ») en tête de la section publicité pour encourager les lecteurs à acheter des biens fabriqués en Irlande.
Le jour de la Saint-Patrick, le 17 mars 1902, à Oldcastle dans le comté de Meath, les membres du Connradh na Gaeilge (« ligue gaélique ») fondent la revue Sinn Féin : the Oldcastle Monthly Review. Dans un autre numéro de la revue, on trouve l'affirmation suivante : « Tant que le Sinn Féin existera, il soutiendra toujours la cause des opprimés contre les oppresseurs et se battra fermement pour la classe ouvrière. »
À ses débuts, le Sinn Féin était loin d'être le parti politique organisé qu'il deviendra plus tard. C'était une communauté d'individus ayant des idées proches se cristallisant autour de la propagande d'Arthur Griffith, un imprimeur nationaliste, et de William Rooney, un employé de bureau républicain, lesquels étaient très actifs dans les clubs nationalistes de Dublin au début du XXe siècle.
Dans son compte rendu des premières années du mouvement, le propagandiste Aodh de Blácam affirme que Sinn Féin « n'était pas un parti : c'était la propagande informelle des jeunes gens gaélicisés ».
Griffith était avant tout un journaliste disposant d'un très large réseau de contacts dans le milieu de l'imprimerie de Dublin. Ses journaux, l'United Irishman et Sinn Féin, ainsi que son imprimerie (la Sinn Féin Printing & Publishing Company) ont canalisé l'énergie du courant indépendantiste selon un projet politique non orthodoxe s'inspirant de la double-monarchie austro-hongroise de 1867 et selon les théories de l'économiste nationaliste allemand Friedrich List.
S'appuyant sur le développement de l'idée d'une identité irlandaise qui se manifestait au travers de mouvements comme la Gaelic Athletic Association, la Connradh na Gaeilge et la fondation de l'Abbey Theatre, il crée une fédération de clubs nationalistes et d'associations qui rivalise avec le Parti parlementaire irlandais de John Redmond pour incarner les aspirations des nationalistes du XXe siècle.
Le parti Sinn Féin est fondé le 28 novembre 1905, à l'occasion de la première convention du Conseil national qui s'est tenue à Dublin.
C'est une activiste de la Connradh na Gaeilge, Máire de Buitléir, qui a suggéré à Arthur Griffith le nom Sinn Féin pour le nouveau mouvement.
Dans ses écrits, Griffith déclare que l'Acte d'Union entre la Grande-Bretagne et l'Irlande de 1800 est illégal et que, par conséquent, la double-monarchie établie sous le Parlement Grattan et la Constitution de 1782 sont toujours en vigueur.
Bien que le Sinn Féin bénéficie du fort impact de son nom parmi certains votants, il obtint peu de soutien. En août 1909, il n'a que 515 membres cotisants dans toute l'Irlande ; 211 à Dublin, alors que Sligo n'en comptait que deux : un étudiant et un commerçant. Jusqu'en 1915, le parti souffre de sérieuses difficultés financières, au point de ne pas pouvoir payer le loyer de ses locaux à Dublin.

### Les Pâques sanglantes et leurs conséquences
Le Sinn Féin a été injustement blâmé par les Britanniques pour les « Pâques sanglantes », avec lesquelles il n'avait rien de commun si ce n'est une volonté de séparation plus forte que ce qu'apportait le Home Rule — les chefs de l'insurrection cherchaient certainement plus que le modèle de la double monarchie. Tout groupe en désaccord avec la politique constitutionnelle dominante se voyait stigmatisé comme « Sinn Féin » par les commentateurs britanniques. Le terme « insurrection du Sinn Féin » fut utilisé par les médias irlandais, la police irlandaise royale (RIC), la police métropolitaine de Dublin (DMP) et même par quelques-uns de ceux qui avaient participé à l'émeute.
En réalité, la majorité des insurgés venaient de l'Irish republican brotherhood ou du parti travailliste irlandais, Sinn Féin n'ayant pas participé au soulèvement. L'organisation du parti et sa direction furent donc globalement épargnés par la répression. Rapidement, Griffith accepta l'adhésion des républicains plus radicaux, qui manquaient de canaux légaux pour s'exprimer.
Eamon de Valera remplaça Griffith à la présidence. Le 25 octobre 1917, pour la première fois, le Sinn Féin Ard Fheis donna comme but au parti la création d'une République irlandaise. De Valera conçut la formulation dans la constitution comme une concession à Arthur Griffith, qui faisait valoir que, selon lui, il fallait maintenir les exigences dans les limites de ce qui était réaliste, et qui était donc favorable à une monarchie sur le modèle scandinave.
Le Sinn Féin profita de la vague de colère que déchaîna l'exécution des dirigeants de l'émeute, le journal Irish Independent, avant même leur exécution, avait lancé un appel en leur faveur. La sympathie du public ne donna pas toutefois au Sinn Féin un avantage électoral décisif. Dans son affrontement avec l'Irish Parliamentary Party dirigé par John Redmond, il ne fit que jeu égal dans les élections partielles. Ce n'est qu'en 1918, à la fin de la Première Guerre mondiale, lorsque la Grande-Bretagne eut menacé d'imposer la conscription à l'Irlande pour reconstituer ses divisions décimées par l'offensive allemande du printemps, que la crise de la conscription qui s'était ensuivie fit balancer l'opinion pour un soutien résolu au Sinn Féin. Lors de l'Irish Convention que l'ancien chef de l'IUP Walter Long organisa en 1917, des efforts furent faits pour qu'on s'entendît à l'amiable sur une forme de Home Rule et qu'on négociât un accord entre le Parti unioniste irlandais (IUP) et l'Irish Parliamentary Party. Ils furent sapés par son collègue dans le cabinet, David Lloyd George, et le Sinn Féin n'y assista pas. Le Sinn Féin remporte les élections législatives de 1918 mais refuse siéger à Westminster et proclame l’indépendance de l'Irlande.

### Victoire électorale en 1918
Lors des élections générales de décembre 1918, le Sinn Féin remporte 73 des 105 sièges irlandais au parlement du Royaume-Uni de Grande-Bretagne et d'Irlande. Le Irish Parliamentary Party (IPP), bien qu'étant le plus grand parti en Irlande pendant quarante ans, ne participe pas aux élections de 1910 ; son organisation détériorée n'est plus en mesure de relever le défi électoral. De nombreux autres sièges ne sont pas contestés en raison du soutien manifeste du Sinn Féin, alors que d'autres partis décident qu'il est inutile de défier le Sinn Féin, sachant qu'il est certain de l'emporter.
Des documents contemporains suggèrent également un certain degré d'intimidation des opposants. Piaras Béaslaí en donne l'exemple lors d'une élection partielle à Longford en 1917 où un militant du Sinn Féin place une arme à feu contre la tête du président du scrutin et le force à annoncer l'élection du candidat du Sinn Féin alors que le candidat du PIP a eu plus de voix. Les candidats potentiels qui sont considérés comme des adversaires sérieux des candidats du Sinn Féin sont mis en garde de ne pas solliciter d'élections dans certaines circonscriptions d'Ulster et du Munster. Dans le comté de Cork, tous les députés du parti All-for-Ireland League se sont volontairement opposés aux candidats du Sinn Féin.
En Ulster, les unionistes remportent 23 sièges, le Sinn Féin 10 et l'IPP en remporte cinq (sans opposition du Sinn Féin). Dans les trente-deux comtés d'Irlande, vingt-quatre ont renvoyé uniquement des candidats du Sinn Féin. Sur les neuf comtés d’Ulster, les unionistes remportent la majorité dans quatre.
De par le fait que vingt-cinq sièges ont été attribués dans des circonstances douteuses il est difficile de déterminer quel est le soutien réel au parti dans le pays. Divers estimations varient de 45 % à 80 %. Les analystes universitaires de l'institut démographique d'Irlande du Nord (ARK) estiment ce chiffre à 53 %. Une autre estimation suggère que le Sinn Féin avait le soutien d’environ 65 % des électeurs (les unionistes représentant environ 20-25 % et les autres nationalistes le reste). Enfin, l'émigration est difficile pendant la guerre, ce qui a amené des dizaines de milliers de jeunes en Irlande qui n'y seraient pas restés normalement.
Le 21 janvier 1919, vingt-sept députés du Sinn Féin se rassemblent au Mansion House de Dublin et proclament le Parlement d'Irlande, le premier Dáil Éireann. Ils élisent un cabinet (Aireacht) dirigé par un Príomh Aire (Premier ministre). Bien que l'État ait été déclaré république, aucune disposition ne prévoit un chef d'État. Cela est corrigé en août 1921 lorsque le Príomh Aire (également connu sous le nom de président de Dáil Éireann) a été promu au rang de président de la République, chef à part entière de l'État.
Lors des élections municipales de 1920, le Sinn Féin prend le contrôle de dix des douze conseils municipaux d'Irlande. Seuls Belfast et Derry restent sous contrôle des unionistes et de l'IPP. Aux élections locales de la même année, le Sinn Féin remporte le contrôle de 25 des 33 conseils de comté. (Tipperary avait deux conseils de comté, il y en avait donc 33.) Antrim, Down, Londonderry et Armagh sont contrôlés par des unionistes, Fermanagh et Tyrone par le parti nationaliste et, à Galway et Waterford, aucun parti n'avait de majorité.

### Le déchirement après le traité anglo-irlandais

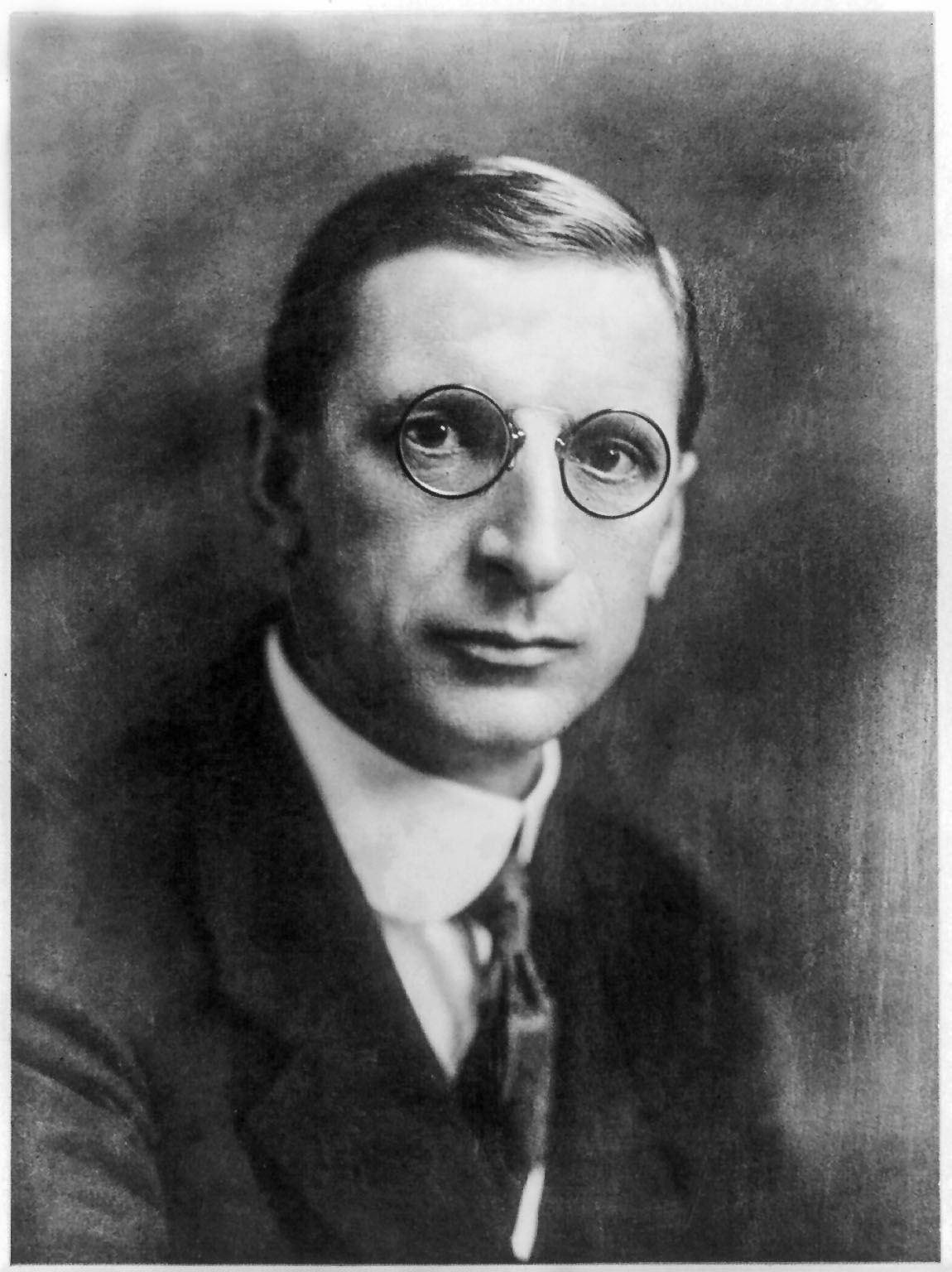
Éamon de Valera, quatrième dirigeant du Sinn Féin (1917–26).

Après la conclusion des négociations du traité anglo-irlandais entre les représentants du gouvernement britannique et du gouvernement républicain en décembre 1921 et l'approbation étroite du traité par le Dáil Éireann, un État appelé « État libre d'Irlande » est établi. L'Irlande du Nord (une région de six comtés créée en vertu du Government of Ireland Act 1920) décide de se retirer, comme le permet le traité.
Les raisons de la scission sont variées, même si la partition n'en fait pas partie, — l'IRA ne s'est pas scindée dans la nouvelle Irlande du Nord et les républicains pour ou contre le traité se sont tournés vers le chef d'état-major de l'IRA Michael Collins (pro-traité) comme chef (et pour les armes). La raison principale de la scission est généralement décrite comme la question du serment d'allégeance à l'État libre d'Irlande, que les membres du nouveau Dáil seraient tenus de prendre,. Le traité prévoit explicitement que l'État libre soit un dominion de l'empire britannique. Le serment comporte également une déclaration de fidélité au roi britannique : de nombreux républicains trouvent cela inacceptable. Les partisans du traité font valoir qu'il donne « la liberté de réaliser la liberté ». Lors des élections de juin 1922 dans les vingt-six comtés méridionaux et occidentaux, les candidats pro-traité du Sinn Féin obtiennent 38 % des suffrages exprimés ainsi que 58 sièges, contre 21 % et 35 sièges pour les candidats opposés au traité.
Quelques jours après les élections, la guerre civile éclate entre les partisans du Traité et ses opposants. De Valera et ses partisans ont pris le parti de l'IRA anti-traité contre la National Army (pro-traité). Les partis favorables au traité, y compris le Parti travailliste et le Parti des paysans siègent au troisième Dail, les députés du Sinn Féin favorables au traité forment le gouvernement de l'État libre d'Irlande. Au début de 1923, les députés du Sinn Féin favorables au traité, dirigés par W. T. Cosgrave, forment un nouveau parti, Cumann na nGaedheal. La guerre civile prend fin en mai 1923, lorsque l'IRA anti-Traité s'arrête et dépose les armes. Aux élections générales de 1923, Cumann na nGaedheal remporte 41 % des suffrages et 63 sièges ; la faction anti-traité (appelée Republican et dirigée par de Valera) obtint 29 % des voix et 44 sièges, mais applique une politique abstentionniste au nouveau Dáil Éireann.

## Dirigeants
- Arthur Griffith (1905–1917)
- Éamon de Valera (1917–1926), dirigeant principal du Fianna Fáil (1926–1959)
- J. J. O'Kelly (1926–1931)
- Brian O'Higgins (1931–1933)
- Michael O'Flanagan (1933–1935)
- Cathal Ó Marchadha (1935–1937)
- Margaret Buckley (1937–1950)
- Pádraig Mac Lógáin (1950–1962)
- Tomás Mac Giolla (1962–1970), dirigeant principal de l'Official Sinn Féin 1970–1988

## Résultats

### Irlande du Nord

#### Parlement d'Irlande du Nord
| Élection | Sièges | ± | Position | Voix    | %    | Gouvernement | Leader          |
| -------- | ------ | - | -------- | ------- | ---- | ------------ | --------------- |
| 1921     | 6 / 52 | 6 | 2e       | 104 917 | 20,5 | Abstention   | Éamon de Valera |

#### Élections générales britanniques
| Élection | Sièges | ± | Position | Voix    | %   | Gouvernement  | Leader           |
| -------- | ------ | - | -------- | ------- | --- | ------------- | ---------------- |
| 1924     | 0 / 13 | - | -        | 34 181  | 0,2 | Aucun siège   | Éamon de Valera  |
| 1950     | 0 / 12 | - | -        | 23 362  | 0,1 | Aucun siège   | Margaret Buckley |
| 1955     | 2 / 12 | 2 | 4e       | 152 310 | 0,6 | Abstention    | Paddy McLogan    |
| 1959     | 0 / 12 | 2 | -        | 63 415  | 0,2 | Pas de sièges | Paddy McLogan    |